# Salaheddine Sbaï
Salaheddine Sbaï (Sidi Kacem, 21 agosto 1985) è un ex calciatore marocchino, di ruolo difensore.

## Carriera

### Club
Il 27 gennaio 2011 viene annunciato il suo passaggio in prestito dal Nîmes al Blackpool
.

### Nazionale
Nel 2008 ha debuttato con la nazionale marocchina.

## Statistiche

### Cronologia presenze e reti in nazionale
| Cronologia completa delle presenze e delle reti in nazionale ― Marocco | Cronologia completa delle presenze e delle reti in nazionale ― Marocco | Cronologia completa delle presenze e delle reti in nazionale ― Marocco | Cronologia completa delle presenze e delle reti in nazionale ― Marocco | Cronologia completa delle presenze e delle reti in nazionale ― Marocco | Cronologia completa delle presenze e delle reti in nazionale ― Marocco | Cronologia completa delle presenze e delle reti in nazionale ― Marocco | Cronologia completa delle presenze e delle reti in nazionale ― Marocco |
| Data                                                                   | Città                                                                  | In casa                                                                | Risultato                                                              | Ospiti                                                                 | Competizione                                                           | Reti                                                                   | Note                                                                   |
| ---------------------------------------------------------------------- | ---------------------------------------------------------------------- | ---------------------------------------------------------------------- | ---------------------------------------------------------------------- | ---------------------------------------------------------------------- | ---------------------------------------------------------------------- | ---------------------------------------------------------------------- | ---------------------------------------------------------------------- |
| 7-6-2008                                                               | Nouakchott                                                             | Mauritania                                                             | 1 – 4                                                                  | Marocco                                                                | Qual. Mondiali 2010                                                    | -                                                                      |                                                                        |
| Totale                                                                 |                                                                        | Presenze                                                               | 1                                                                      |                                                                        | Reti                                                                   | 0                                                                      |                                                                        |